# Massacre de Maguindanao
Le massacre de Maguindanao (également connu sous le nom de massacre d'Ampatuan, du nom de la ville où des fosses communes de victimes sont découvertes) se produit le matin du 23 novembre 2009, dans la ville d'Ampatuan à Maguindanao, aux Philippines (aujourd'hui située à Maguindanao del Sur). Les 58 victimes étaient en route pour déposer un certificat de candidature pour Esmael Mangudadatu, maire adjoint de Buluan, lorsqu'elles sont kidnappées puis tuées. Mangudadatu défiait le maire de Datu Unsay, Andal Ampatuan Jr., fils du gouverneur sortant de Maguindanao , Andal Ampatuan Sr. et membre de l'un des principaux clans politiques musulmans de Mindanao, lors des prochaines élections au poste de gouverneur de Maguindanao, dans le cadre des élections nationales de 2010 . Parmi les personnes tuées figurent l'épouse de Mangudadatu, ses deux sœurs, des journalistes, des avocats, des assistants et des automobilistes qui étaient témoins ou qui ont été identifiés par erreur comme faisant partie du convoi.
Le Comité pour la protection des journalistes (CPJ) a qualifié le massacre de Maguindanao d'« événement le plus  meurtrier » pour les journalistes depuis qu'il a commencé à compiler des données en 1992. Au moins 34 journalistes auraient trouvé la mort dans cette attaque. Même avant le massacre, le CPJ avait qualifié les Philippines de deuxième pays le plus dangereux pour les journalistes, juste derrière l’Irak. Cet incident est également la fusillade de masse la plus meurtrière jamais survenue aux Philippines.

## Contexte
Les Ampatuans contrôlent Maguindanao depuis 2001. Andal Ampatuan Sr. est devenu célèbre lorsque la présidente Corazon Aquino le nomme chef de bureau de Maganoy (aujourd'hui Shariff Aguak) en 1986, immédiatement après la révolution du pouvoir populaire. Aquino, après son arrivée au pouvoir en 1986 à la suite d'une révolution, remplace tous les élus locaux par des officiers responsables, bien que la ville de Maganoy soit traitée différemment, le maire vieillissant, Pinagayaw Ampatuan, est remplacé par son vice-maire, Andal Ampatuan Sr. Il remporte les élections locales de 1988 et sert pendant dix ans. Andal Sr. est élu gouverneur en 1998.
Membre du Lakas-CMD, la présidente Gloria Macapagal-Arroyo cite Andal Sr. comme un allié majeur à Mindanao. Le gouverneur régional de la Région autonome en Mindanao musulmane (ARMM), Zaldy Ampatuan, est le président régional du parti. Andal Sr., le patriarche de la famille, est gouverneur de la province depuis 1998, il a été élu trois fois sans opposition. Dix-huit des maires de Maguindanao appartiennent au clan. L'aîné Ampatuan attribue sa popularité au « soutien populaire », ajoutant : « Parce que je suis tellement aimé par les circonscriptions des municipalités, ils me demandent d'avoir mes fils comme représentants ». Lors de l'élection présidentielle de 2004, Arroyo remporte 69 % des voix de Maguindanao. Trois ans plus tard, la coalition soutenue par le parti remporte 12-0 les élections sénatoriales dans la province. Incapable de briguer un troisième mandat, il prépare son fils, Andal Jr., à lui succéder au poste de gouverneur,.
Alors que les tensions s'intensifient dans la province, Arroyo, en tant que chef du Lakas-Kampi-CMD, joue un rôle de médiateur entre les Ampatuans et les Mangudadatus, tous deux issus du même parti, pour empêcher les violences liées aux élections. Trois réunions ont lieu à la mi-2009, dont une organisée par le secrétaire à la Défense nationale de l'époque et président du parti de 2009 à 2010, Gilberto Teodoro, qui s'est présenté pour succéder à Arroyo à la présidence mais a été battu par Benigno Aquino III. Le conseiller d'Arroyo pour les affaires politiques, Gabriel Claudio, révèle qu'il y a un accord initial "en principe" selon lequel aucun Mangudadatu ne contesterait le poste de gouverneur d'Ampatuan Sr.

## Attaque

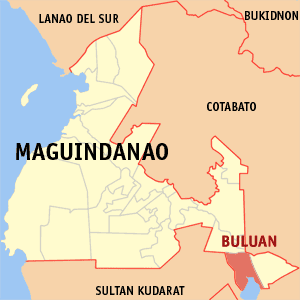
Localisation de Buluan, point d'origine du convoi, à Maguindanao.

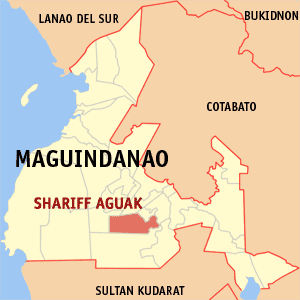
Localisation de Shariff Aguak, destination du convoi, à Maguindanao.

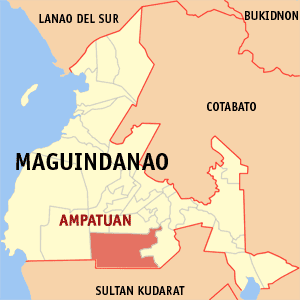
Localisation d'Ampatuan, le lieu où le massacre a eu lieu, à Maguindanao.

### Événements antérieurs
Le vice-maire de Buluan, Esmael "Toto" Mangudadatu, invite 37 journalistes à couvrir le dépôt prévu de son certificat de candidature (COC) au bureau provincial de la Commission électorale (COMELEC) à Shariff Aguak. Il déclare que des informations lui sont parvenues selon lesquelles ses rivaux avaient menacé de le découper en morceaux une fois qu'il aurait déposé son COC, et il estime alors que la présence de journalistes dissuaderait une telle attaque. La semaine où il doit déposer son COC, il demande une protection, que le commandement régional du PNP dans la région autonome en Mindanao musulmane rejette, peut-être à la demande du gouverneur régional Zaldy Ampatuan, l'un des auteurs du massacre.
À cause de cela, Mangudadatu change ses plans. Au lieu d'aller personnellement voir Shariff Aguak, il envoie un groupe entièrement féminin dirigé par sa femme, ses deux sœurs et une tante avec des avocates, afin de déposer son COC en son nom. Certains rapports suggèrent qu’il s’appuit sur une tradition islamique selon laquelle les femmes ne doivent pas être blessées. Pour des raisons de sécurité, il demande à des journalistes et des correspondants du Cotabato du Sud et de General Santos de se joindre aux femmes et de couvrir le dépôt de son COC, croyant que les femmes seraient en sécurité aux yeux des médias. Quelques heures avant le départ du groupe, Aquiles Zonio, correspondant du Philippine Daily Inquirer à General Santos, envoie un SMS à la 6e division d'infanterie de l'armée philippine et est assuré que la route est sûre.
Le groupe est censé partir pour Shariff Aguak à 9 heures du matin, mais leur départ est retardé d'environ 30 minutes en raison de problèmes de sécurité. Le convoi est composé de sept véhicules : cinq fourgonnettes Toyota Grandia, dont au moins quatre appartiennent à la famille Mangudadatu, et deux autres véhicules appartenant à des médias, une Mitsubishi Pajero appartenant au journaliste de DZRH Henry Araneta, et une fourgonnette Mitsubishi L-300 appartenant à UNTV. L'une des camionnettes Grandia traîne derrière le reste des véhicules et fait demi-tour une fois que ses occupants ont réalisé ce qui se passait.

### Enlèvement et massacre
Vers 10 heures du matin, le convoi traverse la ville d'Ampatuan lorsqu'il s'est arrêté à un poste de contrôle de police à Barangay Masalay, à environ 10 km de Shariff Aguak, pour une inspection de routine,. À ce moment-là, au moins dix véhicules transportant des hommes lourdement armés sont arrivés et ont encerclé le convoi. Les hommes, dirigés par Andal Ampatuan Jr., prennent les occupants des véhicules en otages et ordonnent aux policiers présents de s'écarter. Selon l' Inquirer, plusieurs des hommes armés appartiennent à l'Unité géographique de la Force armée citoyenne (CAFGU), une force auxiliaire irrégulière de l'AFP, et à des organisations de volontaires civils (CVO). Les hommes armés forcent d'abord les victimes à sortir et à s'allonger sur le sol et leur prennent leurs effets personnels, avant de leur ordonner de remonter dans leurs véhicules.
Il y a deux autres véhicules qui sont également présents au poste de contrôle mais ne font pas partie du convoi : une Toyota Vios rouge et une Toyota Tamaraw FX bleu clair. Les Vios ont cinq occupants : Eduardo Lechonsito, un employé du gouvernement qui devait être hospitalisé à Cotabato après avoir subi un léger accident vasculaire cérébral ce matin-là, l'épouse de Lechonsito, Cecille, ses collègues Mercy Palabrica et Daryll delos Reyes, et le chauffeur Wilhelm Palabrica. Le FX est dirigé par Anthony Ridao, employé du Philippine Statistics Authority et fils du conseiller municipal de Cotabato, Marino Ridao. Les occupants de ces véhicules sont pris pour des membres du convoi et sont également capturés par les hommes armés.
Certains hommes d'Ampatuan Jr. réquisitionnent les véhicules attaqués et les conduisent dans une zone reculée d'Ampatuan, où les victimes sont une fois de plus forcées de sortir de leurs véhicules. Pendant ce temps, la femme de Mangudadatu  téléphone à son mari vers 10h15. Dans son appel, elle indique qu'ils sont détenus par au moins 100 hommes armés qu'elle a identifié comme les hommes d'Ampatuan Jr,. L'appel est brusquement interrompu lorsque Ampatuan Jr. lui-même la tire apparemment hors de la voiture dans laquelle elle se trouve et la gifle, lui faisant laisser tomber son téléphone portable.
Des coups de feu éclatent peu après, vers 10h30. Il existe des preuves qu'au moins cinq des victimes féminines, dont quatre journalistes, sont violées avant d'être tuées, tandis que « pratiquement toutes » les femmes ont reçu une balle dans les parties génitales,. La plus jeune sœur et la tante de Mangudadatu étaient toutes deux enceintes au moment de leur meurtre.
Après la fin du massacre, les auteurs commencent à enterrer les victimes dans trois fosses communes, creusées deux jours auparavant à l'aide d'une pelle rétrocaveuse portant le nom du gouverneur de Maguindanao, Andal Ampatuan Sr,,. Au total, 35 corps sont retrouvés dans ces fosses communes. Bien que les auteurs aient eu l'intention d'enterrer toutes les victimes, ils sont contraints de fuir en apprenant que des unités militaires approchent de leur emplacement Les soldats sont arrivés sur les lieux à 15 heures, plus de quatre heures après le massacre.

## Conséquences
Selon les autorités, l'attaque entraine la mort de 58 personnes, dont 32 journalistes,,,. Le corps de la 58e victime n'a jamais été retrouvé. Reporters sans frontières annonce qu'au moins 12 des victimes sont des journalistes, ce qui en fait l'incident le plus meurtrier de l'histoire des médias d'information. Le Syndicat national des journalistes des Philippines estime initialement qu'un total de 20 journalistes ont été tués, dont un nombre non divulgué de membres du NUJP Le Philippine Daily Inquirer a ensuite actualisé le nombre de journalistes tués à 34.
Le 24 novembre, la présidente des Philippines , Gloria Macapagal-Arroyo, réagit à la nouvelle du massacre en déclarant l'état d'urgence à Maguindanao, Sultan Kudarat et Cotabato City. Le président de la Chambre des représentants, Prospero Nograles, appelle la police à identifier rapidement les auteurs du massacre et à désarmer les armées privées. Le ministère philippin de la Justice créé un groupe de procureurs spéciaux pour traiter les affaires découlant du massacre.
Le représentant de Nueva Ecija, Eduardo Nonato N. Joson, déclare que le massacre pourrait affecter, voire conduire à l'annulation, des élections présidentielles prévues en 2010 Les candidats à l’élection ont condamné le massacre.
Le mercredi 25 novembre 2009, le comité exécutif du parti politique Lakas-CMD vote à l'unanimité l'expulsion de trois membres de la famille Ampatuan, le gouverneur de Maguindanao Datu Andal Ampatuan Sr. et ses deux fils, le gouverneur Datu Zaldy Ampatuan de la région autonome en Mindanao musulmane (ARMM) et le maire Andal Ampatuan Jr., du parti pour leur rôle présumé dans le massacre de Maguindanao. Une réunion d'urgence du Lakas-CMD a lieu à Pasig, au cours de laquelle les Ampatuans sont déchus de leur adhésion.
Le jeudi 26 novembre 2009, Ampatuan Jr. se rend à son frère Zaldy, est remis au conseiller du processus de paix Jesus Dureza, puis est transporté par avion à General Santos en route vers Manille, où il est emmené au siège du National Bureau of Investigation (NBI),. La police des Philippines accuse Andal Ampatuan Jr. de meurtre. Ampatuan nie les accusations, affirmant qu'il se trouvait à la capitale provinciale de Shariff Aguak lorsque le massacre a eu lieu. Il accuse plutôt le Front Moro islamique de libération (MILF), et plus précisément Ombra Kato, d'en être le cerveau, une accusation que le MILF rejete comme « absurde »,.

### Déclaration de la loi martiale
Le 4 décembre 2009, par la Proclamation n° 1959, la présidente Gloria Macapagal-Arroyo place officiellement la province de Maguindanao sous l'état de loi martiale, suspendant ainsi le privilège du bref d'habeas corpus. Le secrétaire exécutif Eduardo Ermita déclare que cette mesure est prise afin d'éviter l'escalade de la violence « sans loi » dans la province et d'ouvrir la voie à l'arrestation rapide des suspects du massacre,. À la Suite de cette déclaration, les autorités mènent une descente dans un entrepôt appartenant à Andal Ampatuan Jr. Le raid aboutit à la confiscation de plus de 330 000 cartouches de munitions 5,56 × 45 mm OTAN, d'un Humvee et d'un véhicule blindé improvisé. Vingt miliciens sont arrêtés sur les lieux. Le capitaine James Nicolas des forces spéciales récupère davantage d'armes à feu et de munitions de grande puissance après l'incident. Lors de la même opération, les forces de l’ordre découvrent également des milliers de cartes d’électeurs enterrées dans le sol. L’état de loi martiale à Maguindanao est levé le 13 décembre 2009.

### Collecte de fonds auprès des médias
UNTV-37 organise un concert de collecte de fonds au Smart Araneta Coliseum pour les familles de 32 membres des médias qui ont péri dans l'attaque.

### Opérations policières
La police et les soldats philippins perquisitionnent plusieurs maisons et habitations de la famille Ampatuan, à Shariff Aguak, la capitale de Maguindanao, et à côté du siège provincial, un complexe entouré de murs en béton d'environ deux mètres de haut et contenant les maisons d'un certain nombre de membres du clan Ampatuan. Deux des autres maisons ciblées lors des raids appartiennent à Akmad Ampatuan, le frère d'Ampatuan Snr et vice-gouverneur de Maguindanao, selon le chef de la police nationale, Jesus Verzosa. La police nationale des Philippines saisit plusieurs véhicules blindés de transport de troupes, plus d'un millier d'armes militaires, dont des mitrailleuses, des fusils d'assaut et de précision, des mitraillettes, des fusils de chasse, des pistolets, des lance-mortiers et des munitions, des grenades, des lance-roquettes, des caches de munitions et plusieurs uniformes militaires dans une maison, plusieurs armes enterrées, des munitions et des cartes d'identité COMELEC dans un terrain vague, des fusils, des fusils de chasse, des pistolets, des mitrailleuses, des mitraillettes et des munitions, des explosifs et des uniformes militaires dans la maison de Zaldy. La maison d'Andal contient davantage d'armes et de munitions, ainsi que des uniformes militaires à l'intérieur. Les raids permettent de récupérer des armes suffisamment puissantes pour armer un bataillon de soldats et des caisses de munitions portant le nom du ministère de la Défense nationale. Cette situation est facilitée par la loi philippine, qui permet aux fonctionnaires des gouvernements locaux d’acheter légalement un nombre illimité d’armes sans aucune obligation de déclarer le type ou le nombre acheté,,.

## Procédures judiciaires
Au moins 198 suspects, dont Andal Ampatuan Jr. et Andal Ampatuan Sr. et plusieurs autres membres du clan Ampatuan, sont accusés de meurtre. En avril 2010, le gouvernement abandonne les accusations de meurtre portées contre Zaldy Ampatuan et Akhmad Ampatuan, qui ont présenté des alibis. Cela entraîne des protestations de la part des familles des victimes.
Plus d'une décennie plus tard, plus de 80 des 197 suspects sont toujours en fuite, dont 12 Ampatuans, ce qui suscite des inquiétudes quant à la sécurité des témoins et des proches des victimes.
La sénatrice Joker Arroyo fait remarquer qu'avec près de 200 accusés et 300 témoins, le procès pourrait durer 200 ans. L'avocat de l'accusation, Harry Roque, calcule que cela durerait plus de 100 ans. Dans une déclaration commémorant le massacre, le Centre pour la liberté et la responsabilité des médias fait remarquer que le procès était « en cours, mais qu'il avançait plutôt lentement ».
Andal Ampatuan Sr. est traduit devant un tribunal spécial au sein d'une prison de haute sécurité de Manille le 1er juin 2011, 18 mois après son arrestation et celle d'une douzaine de membres de sa famille pour les meurtres. Après la lecture, par un greffier du tribunal, des noms des 57 victimes, il plaide non coupable.
Au 23 novembre 2011, deux ans après le massacre, seuls Andal Sr. et son fils Andal Jr. sont inculpés, et une centaine des 197 personnes figurant sur l'acte d'accusation sont toujours recherchées.
Le 28 juin 2012, la Cour d’appel rejette la requête d’Anwar Ampatuan visant à faire annuler les accusations de meurtre portées contre lui,. Anwar Ampatuan est le petit-fils de l'ancien gouverneur de Maguindanao, Andal Ampatuan Sr., et est accusé de 57 chefs de meurtre. Il est arrêté en août 2012. En septembre 2012, le tribunal régional de première instance de Quezon City reporte sa mise en accusation en attendant la résolution d'une requête en cours visant à déterminer s'il existe une cause probable de le poursuivre pour les 57 chefs d'accusation de meurtre qui lui sont reprochés.
En novembre 2012, agissant sur requête déposée par Andal Ampatuan Jr., la Cour suprême établit des lignes directrices interdisant la diffusion en direct du procès, mais autorisant le tournage des débats pour des transmissions en temps réel vers des zones de visionnage spécifiques et à des fins de documentation. Cette décision réexamine une décision antérieure qui avait autorisé la couverture médiatique en direct.
Le 4 mars 2014, l'accusation met fin à ses poursuites contre Datu Andal « Unsay » Ampatuan Jr et 27 autres suspects. Les procureurs déclarent qu'ils n'étaient pas prêts à clore leur dossier contre 76 autres accusés en raison d'appels en cours.
En août 2014, des procureurs privés allèguent que les procureurs de l'État compromettent l'affaire en échange de pots-de-vin, affirmant que certains procureurs de l'État reçoivent des pots-de-vin allant jusqu'à 300 millions de PHP. Le ministère de la Justice publie une déclaration officielle dans laquelle le sous-secrétaire superviseur Francisco Baraan III et le panel de procureurs du ministère de la Justice nient avoir reçu des pots-de-vin. La déclaration indique également que Baraan et le panel de procureurs ont la pleine confiance et le soutien de la secrétaire à la Justice, Leila De Lima.
Également en août 2014, plusieurs équipes d’avocats de la défense représentant les accusés se sont retirées de l’affaire, invoquant des conflits d’intérêts parmi leurs clients et d’autres raisons. Le 13 août, le tribunal désigne un avocat public pour représenter les accusés touchés par les retraits, notamment Andal Ampatuan Sr. et son fils Andal Jr.
Datu Sajid Islam Ampatuan est libéré sous caution en janvier 2015, car l'accusation n'a pas réussi à présenter des preuves solides justifiant sa détention pendant le procès. En septembre, le tribunal rejette la demande de libération sous caution de l'autre fils d'Ampatuan Sr et de l'un des principaux accusés, l'ancien gouverneur de la région autonome de Mindanao musulmane (ARMM), Zaldy Ampatuan. La mort d'Andal Ampatuan Sr. le 17 juillet 2015, à la suite de des complications liées à un cancer du foie, l'écarte des poursuites judiciaires. Le ministère de la Justice lance une enquête préliminaire sur 50 nouveaux suspects en mars 2015.
Dans une décision historique rendue le 6 juillet 2017, le tribunal spécial chargé du procès rejette, faute de preuves, l'affaire de meurtre multiple déposée contre trois suspects : Kominie Inggo, Dexson Saptula et Abas Anongan. Le 22 novembre 2017, le Bureau d'information publique de la Cour suprême déclare lors d'un briefing qu'environ un tiers des 103 accusés encore en procès ont terminé de présenter leurs preuves et que, conformément aux directives émises par la Cour suprême s'appliquant spécifiquement à cette affaire uniquement, la cour peut rendre un jugement séparément et ne pas attendre que tous les accusés aient terminé de présenter leurs preuves.
Le 21 juin 2018, le secrétaire philippin à la Justice, Menardo Guevarra, déclare qu'il s'attendait à ce que l'affaire soit conclue en 2018. Dans une déclaration ultérieure du 21 novembre, il déclare qu'il espérait une décision au cours du premier semestre 2019. Le 8 août 2019, le secrétaire à la Justice Menardo Guevarra déclare que l’affaire pourrait être tranchée avant son 10e anniversaire, le 23 novembre.

### Verdict
Le 19 décembre 2019, la juge Jocelyn Solis Reyes, de la branche 221 du tribunal régional de première instance de Quezon City (RTC), rend son jugement sur l'affaire lors d'une session spéciale du tribunal tenue au Camp Bagong Diwa à Taguig. Dans son verdict, les frères Ampatuan, Datu Andal Ampatuan Jr. et Zaldy Ampatuan, sont reconnus coupables de 57 chefs d'accusation de meurtre et condamnés à la réclusion perpétuelle sans libération conditionnelle. 28 coaccusés, dont des policiers, sont également reconnus coupables de 57 chefs d’accusation de meurtre et condamnés à 40 ans de prison. 15 autres sont condamnés à des peines de 6 à 10 ans pour complicité de crime. 55 autres, dont Datu Sajid Islam Ampatuan, frère de Zaldy et Andal Jr. et le maire de Shariff Saydona Mustapha, sont acquittés,.

## Victimes

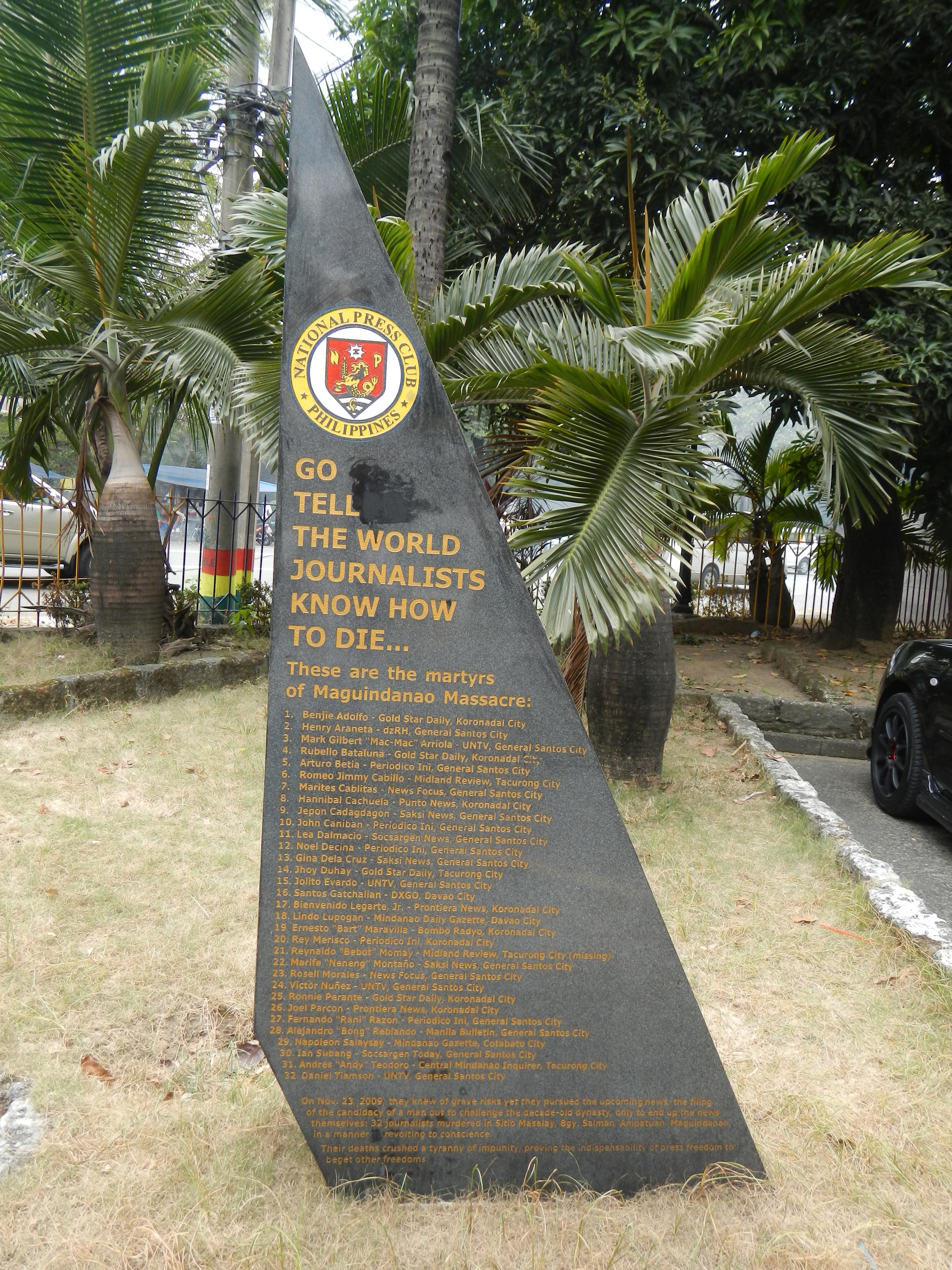
Monument, Club national de la presse des Philippines

### Famille Mangudadatu et associés
| Nom                                  | Description                                                                  |
| ------------------------------------ | ---------------------------------------------------------------------------- |
| Genalyn Tiamson-Mangudadatu          | Épouse d'Esmael Mangudadatu.                                                 |
| Eden Mangudadatu                     | Vice-maire municipal de Mangudadatu, Maguindanao, sœur d'Esmael Mangudadatu. |
| Rowena Mangudadatu                   | Cousin d'Esmael Mangudadatu.                                                 |
| Manguba Mangudadatu                  | Tante d'Esmael Mangudadatu.                                                  |
| Faridah Sabdulah                     | Avocat                                                                       |
| Farida Mangudadatu                   | Sœur d'Esmael Mangudadatu.                                                   |
| Farina Mangudadatu                   | Sœur d'Esmael Mangudadatu.                                                   |
| Conception "Connie" Brizuela, 56 ans | Avocat.                                                                      |
| Cynthia Oquendo, 36                  | Avocat.                                                                      |
| Catalino Oquendo                     | Le père de Cynthia Oquendo.                                                  |
| Rasul Daud                           | Chauffeur du représentant du sultan Kudarat Pax Mangudadatu.                 |

### Journalistes
Trente-quatre journalistes sont enlevés et tués lors du massacre. Selon le Philippine Daily Inquirer, en novembre 2009, seuls 25 d'entre eux sont identifiés avec certitude.
| Name                       | Description                                                                                 |
| -------------------------- | ------------------------------------------------------------------------------------------- |
| Alejandro "Bong" Reblando  | correspondant du Manila Bulletinet ancien journaliste de l'Associated Press                 |
| Henry Araneta              | correspondant de DZRH basé à General Santos                                                 |
| Napoleon "Nap" Salaysay    | directeur de DZRO.                                                                          |
| Bartolome "Bart" Maravilla | Bombo Radyo Koronadal, Cotabato du Sud.                                                     |
| Jhoy Duhay                 | Goldstar Daily.                                                                             |
| Andy Teodoro               | journaliste du Central Mindanao Inquirer.                                                   |
| Ian Subang                 | Journaliste du Mindanao Focus, un journal communautaire hebdomadaire basé à General Santos. |
| Leah Dalmacio              | Journaliste du Mindanao Focus.                                                              |
| Gina Dela Cruz             | Journaliste du Mindanao Focus.                                                              |
| Maritess Cablitas          | Journaliste du Mindanao Focus.                                                              |
| Neneng Montano             | Journaliste du journal hebdomadaire Saksi.                                                  |
| Victor Nuñez               | journaliste d'UNTV.                                                                         |
| Ronnie I. Diola            | Caméraman d'UNTV.                                                                           |
| Jolito Evardo              | Rédacteur en chef d'UNTV.                                                                   |
| Daniel Tiamson             | chauffeur d'UNTV.                                                                           |
| Reynaldo Momay             | Journaliste basé à Koronadal.                                                               |
| Rey Merisco                | Journaliste basé à Koronadal.                                                               |
| Ronnie Perante             | Journaliste basé à Koronadal.                                                               |
| Jun Legarta                | Journaliste basé à Koronadal.                                                               |
| Val Cachuela               | Journaliste basé à Koronadal.                                                               |
| Santos "Jun" Gatchalian    | Journaliste basé à Davao City.                                                              |
| Joel Parcon                | Journaliste indépendant.                                                                    |
| Noel Decena                | Journaliste indépendant.                                                                    |
| John Caniba                | Journaliste indépendant.                                                                    |
| Art Betia                  | Journaliste indépendant.                                                                    |
| Ranie Razon                | Journaliste indépendant.                                                                    |
| Archie Ace David           | Journaliste indépendant.                                                                    |
| Fernanado "Ferdz" Mendoza  | Chauffeur indépendant.                                                                      |

### Autres victimes civiles
Toyota Vios rouges
Nombre de victimes : 5. Ils auraient été confondus avec des membres du convoi.
| Nom                   | Description                           |
| --------------------- | ------------------------------------- |
| Eduardo Lechonsito    | Employé du gouvernement de Tacurong . |
| Cécille Lechonsito    | Épouse d'Eduardo Lechonsito.          |
| Miséricorde Palabrica | Collaborateur d'Eduardo Lechonsito.   |
| Daryll delos Reyes    | Collaborateur d'Eduardo Lechonsito.   |
| Guillaume Palabrica   | Conducteur.                           |

Toyota FX bleu
Nombre de victimes : 1. Pris à tort comme faisant partie du convoi.
| Nom           | Description |
| ------------- | --- |
| Anthony Ridao | Employé du Conseil national de coordination des statistiques et fils du conseiller municipal de Cotabato, Marino Ridao. |

## Rapport de Human Rights Watch
Le 16 novembre 2010, l' organisation non gouvernementale internationale Human Rights Watch publie un rapport de 96 pages intitulé They Own the People, retraçant l'ascension au pouvoir des Ampatuans, y compris leur recours à la violence pour étendre leur contrôle et éliminer les menaces qui pèsent sur le règne de la famille. Le rapport relie les Ampatuans à au moins 56 autres meurtres au cours des 20 dernières années, en plus du massacre du 23 novembre 2009.

## Dans la culture populaire

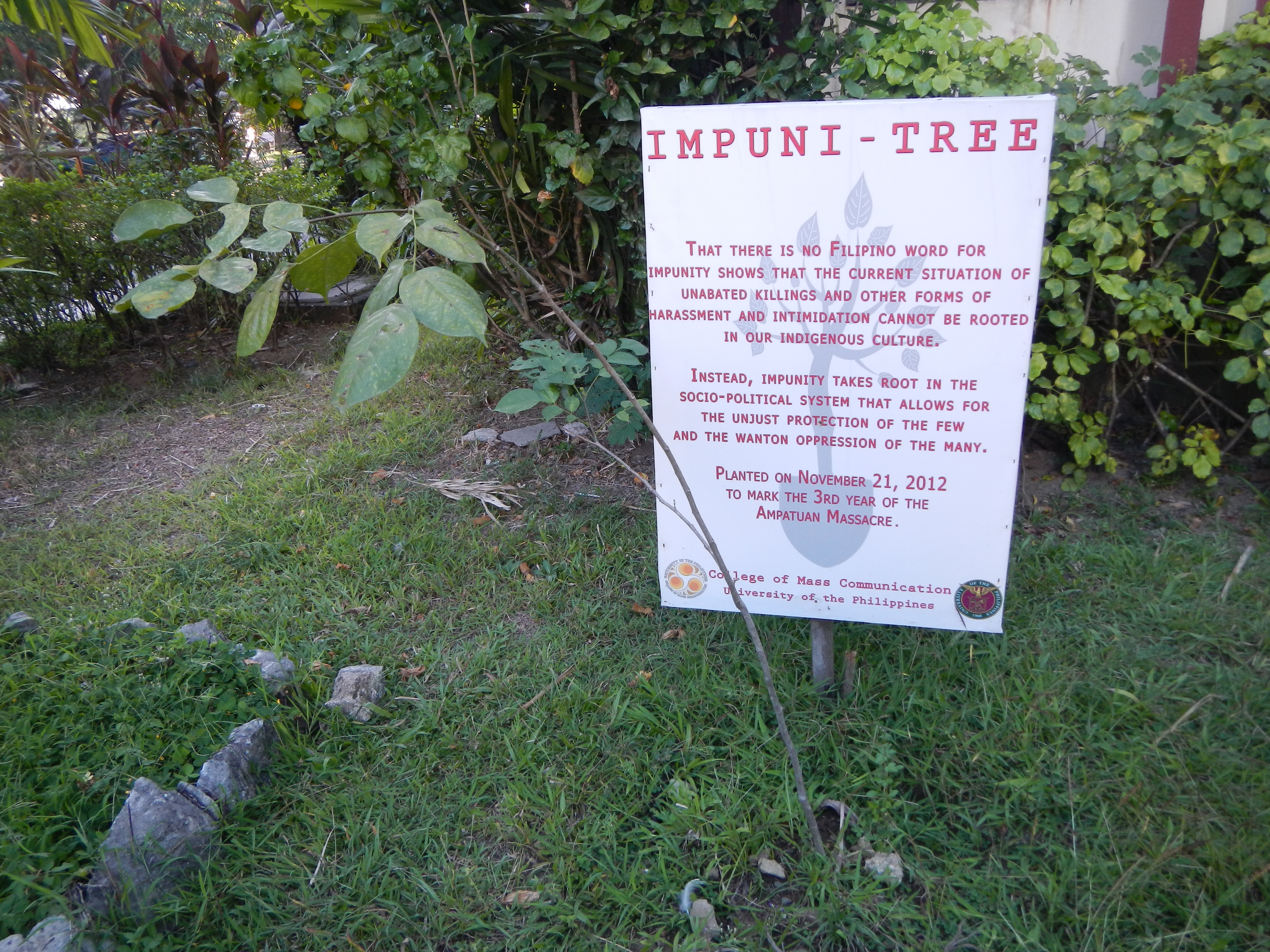
Un « arbre impuni » symbolique planté pour le 3e anniversaire du massacre de Maguindanao (Université des Philippines, Collège de communication de masse, UP Diliman).

History Asia présente en avant-première, le 26 septembre 2010, un documentaire sur le massacre de Maguindanao intitulé The Maguindanao Massacre.
L'album de 2012 de l'artiste rap philippino-américain Bambu, ...one rifle per family , contient une chanson intitulée Massacre détaillant le massacre du point de vue d'un journaliste qui a été témoin du viol, de la mutilation et du meurtre de sa famille.
En juillet 2014, en mémoire du cinquième anniversaire du massacre, l'auteure Victoria Conlu, basée à Sacramento, publie un roman intitulé Portraits of a Massacre, un récit romancé se déroulant dans une province similaire à Maguindanao. Les critiques qualifient le livre d'« intervention littéraire d'une sévérité saisissante ».
Le tableau de 2017 The Modern Holocaust (The Maguindanao Massacre) de l'artiste philippin Romulo Galicano commémore les victimes du massacre. Avec cette œuvre, il est finaliste du concours Art Renewal Center Salon 2017-2018.
Le thriller policier de 2021 On the Job 2: The Missing 8 (également connu sous le nom de On the Job 2 ) s'inspire en partie de cette affaire. Dans le film, huit personnes, principalement des journalistes, sont prises en embuscade, tuées et vraisemblablement enterrées sur ordre du maire de leur ville, par un détenu qui est régulièrement libéré de prison pour commettre des assassinats. Le réalisateur Erik Matti déclare à New Musical Express (NME) que les thèmes du film portent sur la lutte contre la corruption dans les médias philippins et qu'il offre un commentaire social sur l'état actuel du gouvernement philippin.
Un film documentaire d'animation pour adultes, 58th, est en cours de réalisation  par Carl Joseph Papa. Il dépeint de la même manière le massacre et la disparition de la dernière victime jamais retrouvée.

## Agressions sexuelles
Le tribunal régional de première instance de Quezon City conclut que trois des victimes féminines du massacre, Rahima Palawan, Leah Dalmacio et Cecil Lechonsito, ont été agressées sexuellement et mutilées. Dans sa décision de 761 pages, la juge Jocelyn Solis-Reyes cite les conclusions du Dr Dean Cabrera, un agent médico-légal du Laboratoire de criminalistique de la police nationale des Philippines, qui a effectué des examens médico-légaux sur les femmes victimes,.

## Lectures complémentaires
- (en) Victoria Conlu, Portraits of a Massacre, Victoria Conlu, 2014 (ISBN 978-1304021601)
- (en) Human Rights Watch, "They Own the People": The Ampatuans, State-Backed Militias and Killings in the Southern Philippines, Human Rights Watch, 2010 (ISBN 978-1-56432-710-9, lire en ligne) (readable online here)
- (en) [vidéo] Journeyman Pictures, « What Really Happened During the Maguindanao Massacre? », sur YouTube, 12 avril 2010
- (en) Alastair McIndoe, « Behind the Philippines' Maguindanao Massacre », TIME,‎ 27 novembre 2009 (lire en ligne).
- (en) « The Maguindanao Massacre: A Timeline », The Philippine Star,‎ 23 novembre 2010 (lire en ligne [archive du 31 janvier 2013], consulté le 25 novembre 2010)
- (en) « Ampatuan Massacre: A map and timeline of what happened », GMA News,‎ 22 novembre 2010 (lire en ligne)